# Johann Gottfried Gellius
Johann Gottfried Gellius (geboren am 27. April 1732 in Dresden; gestorben am 26. August 1781 in Leipzig) war ein deutscher Übersetzer und Autor.

## Leben
Gellius war der Sohn des Juristen Johann Constantin Gellius. Er studierte Theologie in Leipzig, entschied sich aber nach dem Abschluss als Magister dafür, ein Privatgelehrter zu werden und fortan als Übersetzer deutscher und englischer Literatur zu arbeiten. Ein zu jener Zeit stark anwachsender Bedarf an Übersetzungen aktueller Literatur und entsprechende Sprachkenntnisse erlaubten ihm so eine einigermaßen sichere Existenz.
Die von ihm angefertigten zahlreichen Übersetzungen decken ein breites Spektrum ab. Dazu gehören belletristische Werke wie die Nouvelle Héloïse (1761 erschienen, im gleichen Jahr erschien der erste Teil von Gellius’ Übersetzung) von Jean-Jacques Rousseau oder Oliver Goldsmiths Vicar of Wakefield (1766 erschienen, Gellius’ Übersetzung 1767) und auch dramatische Werke, etwa die Dramen von George Lillo (1777 f.). Daneben übersetzte er Schriften philosophischen (Francis Hutchesons Abhandlung über die Natur und Beherrschung der Leidenschaften 1760), historischen (Christoph Hermann von Mansteins Historische, politische und militärische Nachrichten von Rußland 1771) und religiösen (Formeys Vernünftige und christliche Andachtsübungen 1770) Inhalts.
Weiterhin gab er teils vielbändige Sammlungen von Unterhaltungsliteratur heraus (Unterricht und Zeitvertreib für das schöne Geschlecht in gesammelten Briefen und Erzählungen in 29 Teilen), meist auf eine weibliche Leserschaft zielend. Auch sind eine Reihe der von ihm übersetzten Werke von weiblichen, oft nicht genannten Autoren („von einem Frauenzimmer“ als Verfasserangabe).
In den von ihm verfassten Anmerkungen zum Gebrauche deutscher Kunstrichter (1762) nahm er im Literaturstreit der Querelle des Anciens et des Modernes für die Avantgarde Partei.

## Schriften
- Anmerkungen zum Gebrauche deutscher Kunstrichter. 1762.

### Übersetzungen
Es konnten nicht alle bei Goedeke u. a. angegebenen Titel nachgewiesen werden. Teilweise sind auch die Autoren der Vorlage nicht bekannt.
- Sammlung kleiner Romane und Erzählungen aus dem Französischen. 2 Teile. Leipzig 1755 f.
- Der Ehestand. Ein Roman aus dem Englischen. 4 Teile. Leipzig 1756 f.
- John Trenchard, Thomas Gordon: Cato, oder Briefe von der Freyheit und dem Glücke eines Volkes unter einer guten Regierung. 4 Teile. Göttingen 1756 f.
- Adam Fitz-Adam (d. i. Edward Moore): Die Welt. Eine periodische Schrift. Leipzig 1757.
- Francis Hutcheson: Abhandlung über die Natur und Beherrschung der Leidenschaften und Neigungen und über das moralische Gefühl insonderheit. Leipzig 1760, Digitalisat.
- Gesammelte Frauenzimmer-Briefe zum Nutzen und Vergnügen aus verschiedenen Sprachen. 12 Teile. Leipzig 1759–1764.
- Briefe, Gespräche, Geschichten und Fabeln. Aus dem Englischen. Leipzig 1760.
- Francis Hutcheson: Abhandlung von der Natur und der Beherrschung der Leidenschaften und Neigungen. Aus dem Englischen. Leipzig 1760.
- Sarah Fielding: Geschichte der Gräfin von Dellwyn. Von Fieldings Schwester, der Verfasserin des David Simple. Aus dem Englischen. Leipzig 1761, Digitalisat.
- Jean-Jacques Rousseau: Die neue Heloise. Aus dem Französischen. 4 Teile. Leipzig 1761–1766.
- Jacques Lacomobe: Geschichte der Königin von Schweden, Christine. Leipzig 1762.
- Die Geschichte eines jungen Herrn von ihm selbst aufgezeichnet. Aus dem Englischen. Frankfurt & Leipzig 1763.
- Bibliothek für Jünglinge, oder gesammelte Sittenlehren für alle Scenen des Lebens. Leipzig 1763.
- Oliver Goldsmith: Briefe eines chinesischen Weltweisen an seine Freunde in den Morgenländern. Aus dem Englischen. 2 Teile. Leipzig 1763 f.
- Barnabé Farmian de Rosoi: Briefe Caeciliens an Julien. Ein Roman. Aus dem Französischen. Frankfurt & Leipzig 1764.
- Marie-Jeanne Riccoboni: Geschichte der Miss Jenny. Von ihr selbst verfasst, und an die Gräfin von Roscomond, englische Abgesandtin am dänischen Hofe, gerichtet. Leipzig 1764.
- Unterricht und Zeitvertreib für das schöne Geschlecht in gesammelten Briefen und Erzählungen. Aus dem Französischen und Englischen. 29 Teile. Leipzig 1765–1776, Digitalisat.
- Oliver Goldsmith: Der Landprediger von Wakefield. Ein Märchen, das er selbst soll geschrieben haben. Leipzig 1767, 2. Aufl..
- Das Vergnügen auf dem Kanapee in moralischen Erzählungen. Aus dem Englischen und Französischen. 4 Teile. Leipzig 1767–1769.
- Frances Brooke: Geschichte der Aemilie Montague, von der Verfasserin der Geschichte der Lady Julie Mandeville. Aus dem Englischen. Leipzig 1769.
- Geschichte der Frau Williams. Von einem Frauenzimmer verfasst. Aus dem Englischen. Leipzig 1770.
- Jean Henri Samuel Formey: Vernünftige und christliche Andachtsübungen zum Gebrauche aller Gläubigen. Aus dem Französischen. Leipzig 1770, Digitalisat.
- Yorick's Nachgelassene Werke. Leipzig 1771.[1]
- Briefe eines Arztes an die Frauenzimmer oder Regeln der Kunst, die Gesundheit und Schönheit zu erhalten. Aus dem Englischen. Leipzig 1771, Digitalisat. Nachdruck: Treptower Verlags-Haus, Berlin 1990, ISBN 3-7303-0605-7.
- Christoph Hermann von Manstein: Historische, politische und militärische Nachrichten von Rußland von dem Jahre 1727 bis 1744, in welchem Zeitraume, außer vielen wichtigen Staatsbegebenheiten, auch die Kriege mit den Türken und Schweden vorkommen … Leipzig 1771, Digitalisat.
- Richard Graves: Der Geistliche Don Qvixote oder Gottfried Wildgoosens den Sommer über angestellte Wanderschaft. Ein Komischer Roman. 3 Teile. Leipzig 1773.
- Der Traum, oder eine Streiferey in das Paradies der Thoren. Eine Erzählung. Aus dem Englischen. 2 Teile. Leipzig 1773, Bd. 1, 2.
- Hester Chapone: Briefe zur Ausbildung des Gemüths, an ein junges Frauenzimmer gerichtet. Aus dem Englischen der Frau Chapone. Nebst dem Vermächtnisse eines Vaters an seine Töchter. Aus dem Englischen des D. Gregory. Leipzig 1774.
- Philip Stanhope, Earl of Chesterfield: Briefe des Herrn Philipp Dormer Stanhope, Grafen von Chesterfield an seinen Sohn Philipp Stanhope, Esquire, ehemaligen ausserordentlichen Gesandten am dresdner Hofe. 6 Teile. Leipzig 1774–1777.
- Jonas Hanway: Tugend im niedrigen Leben, oder Betrachtungen über die gegenseitigen Pflichten der Reichen und Armen, der Herren und Diener. Gedanken über die mancherley Zustände, Leidenschaften, Vorurtheile und Tugenden der Menschen, aus wahren Abrissen hergeleitet ; nebst hieher gehörigen Fabeln … ; in Gesprächen zwischen einem Vater und seiner Tochter. 4 Teile. Leipzig 1775 f.
- Arnauds historische Erzählungen. Aus dem Französischen. 2 Teile. Leipzig 1775 u. 1778.
- Der Irländische Vormund. Eine rührende Geschichte. Von einem Frauenzimmer verfaßt. Aus dem Englischen. Leipzig 1776.
- Die unverheyrathete Tante. Ein Roman. Von einem Frauenzimmer. Aus dem Englischen. 2 Teile. Leipzig 1776 f.
- Sammlung von Briefen und Geschichten aus fremden Sprachen. Leipzig 1776–1778.
- George Lillo: Des Herrn Lillo dramatische Werke. Aus dem Englischen. 2 Teile. Leipzig 1777 f.
- Alexander Bicknell: Geschichte der Lady Anne Neville des grossen Grafen von Warwick Schwester, der zugleich Nachrichten von diesem Lord und Abrisse der vornehmsten Leute ihres Zeitalters eingestreut sind. Leipzig 1772.